# 卓姓
卓姓是分佈於東亞的姓氏。在《百家姓》中排名第277位。

## 源流
卓姓是源自芈姓，楚悼王之子东宅公以父亲谥号为氏，立悼氏，后简化为卓。
另外，有諸多蒙古氏族在元末及清末為同化或避難將原姓冠為“卓”，如卓穆克氏、卓爾特氏、卓巴鲁特氏、卓爾古特氏、卓爾和沁氏等。

## 延伸阅读
[在维基数据编辑]
 《百家姓》
 《欽定古今圖書集成·明倫彙編·氏族典·卓姓部》，出自陈梦雷《古今圖書集成》